# 埃斯克拉内德
埃斯克拉内德（法語：Esclanèdes，法語發音：[ɛsklanɛd]）是法国洛泽尔省的一个市镇，属于芒德区。

## 地理
埃斯克拉内德（44°28'54"N, 3°21'41"E）面积12.51 平方千米，位于法国奧克西塔尼大區洛泽尔省，该省份为法国南部内陆省份，北起上盧瓦爾省和康塔爾省，西接阿韦龙省，南至加尔省，东临阿尔代什省。
与埃斯克拉内德接壤的市镇（或旧市镇、城区）包括：格雷兹、加布里亚斯、巴尔雅克、屈尔蒂、沙纳克。

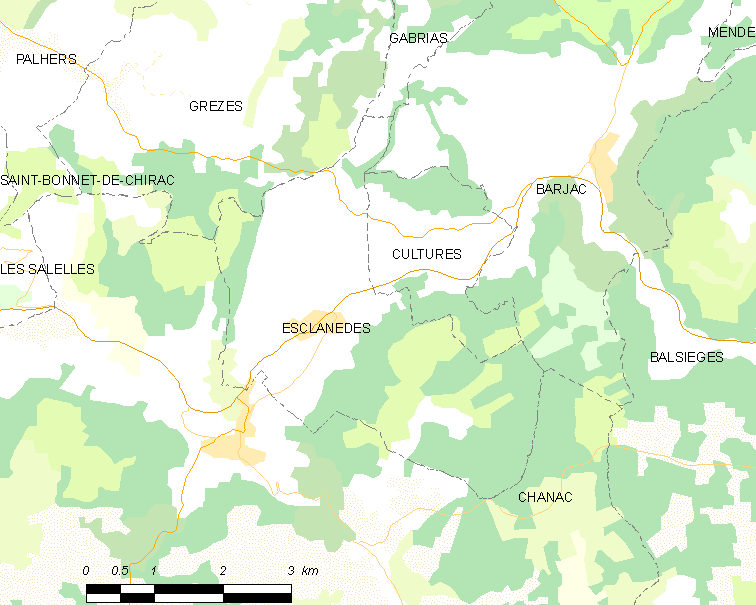
埃斯克拉内德的OSM定位图

埃斯克拉内德的时区为UTC+01:00、UTC+02:00（夏令时）。

## 行政
埃斯克拉内德的邮政编码为48230，INSEE市镇编码为48056。

## 政治
埃斯克拉内德所属的省级选区为科拉涅河畔堡县。

## 人口

1962-2008年间埃斯克拉内德人口变化图示

埃斯克拉内德于2022年1月1日时的人口数量为428人。